# Village-musée de Düppel
Le village-musée de Düppel, situé à Düppel, dans le quartier de Zehlendorf, à Berlin en Allemagne, constitue une tentative de ressusciter un village médiéval entier, y compris son environnement, tel qu’il existait il y a environ 800 ans.
Les constructions et le paysage ont été reconstitués sur une surface de 16 ha. Des races d’animaux domestiques et des plantes oubliées depuis longtemps font partie intégrante du projet, ainsi que la pratique de l’artisanat ancien par des bénévoles. 

## Galerie

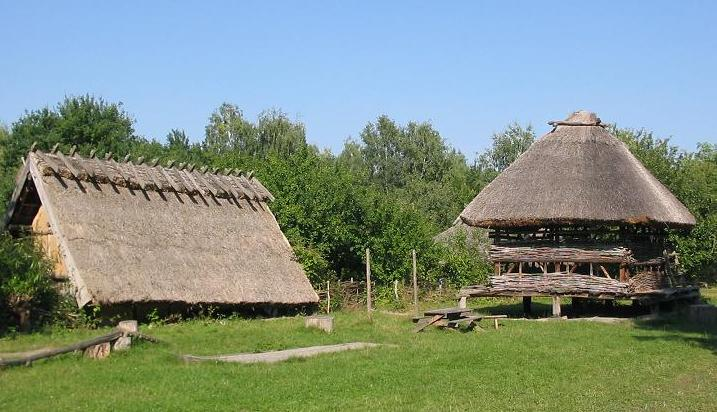
Village-musée de Düppel.
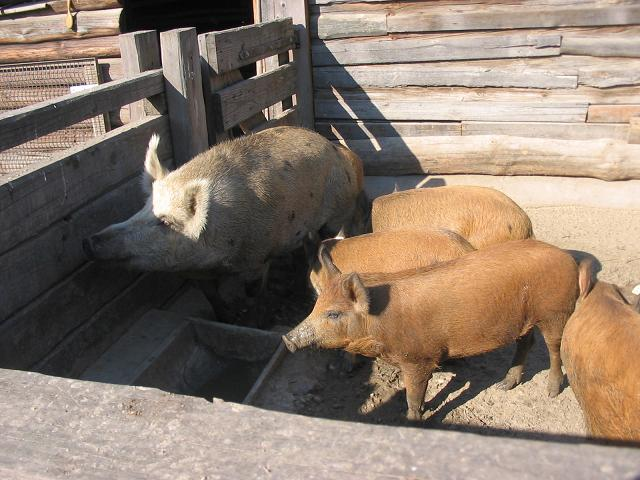
Cochons de race ancienne.
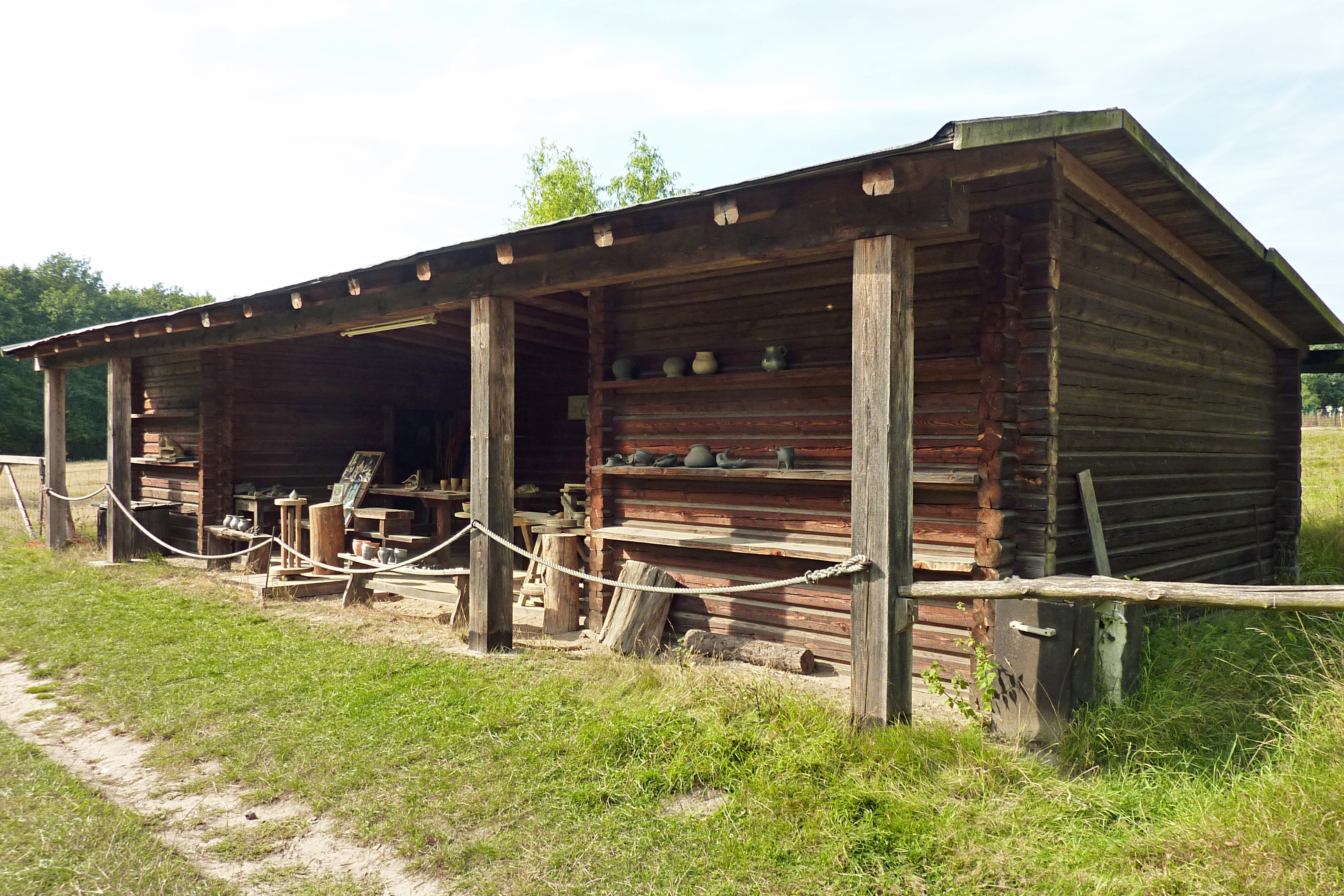
Atelier de poterie.